# 利亞多瓦 (巴爾區)
48°56′56″N 27°34′18″E / 48.94889°N 27.57167°E
利亞多瓦（烏克蘭語：Лядова），是烏克蘭的村落，位於該國西南部文尼察州，由日梅林卡區負責管轄，面積3.4平方公里，海拔高度264米，2001年人口151，人口密度每平方公里44.41人。